# Palazzo Stratti

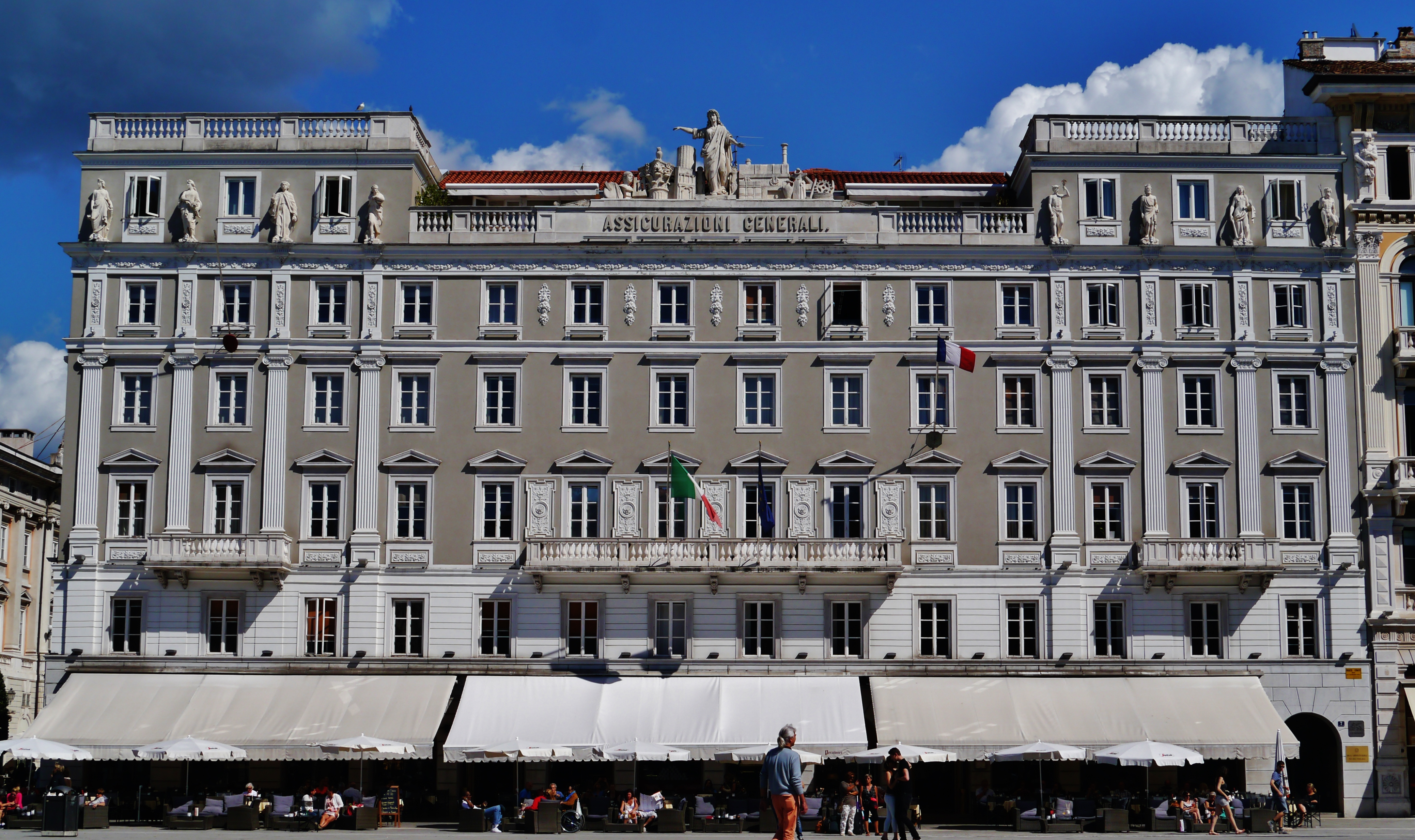
Palazzo Stratti in Triest

Der Palazzo Stratti, auch Casa Stratti genannt, ist ein Palast aus dem 19. Jahrhundert in Triest in der italienischen Region Friaul-Julisch Venetien. Das Gebäude liegt an der Piazza dell’Unità d’Italia, zwischen dem Palazzo Modello und dem Palazzo della Luogotenenza Austriaca, gegenüber dem Grand Hotel Duchi d’Aosta.

## Geschichte

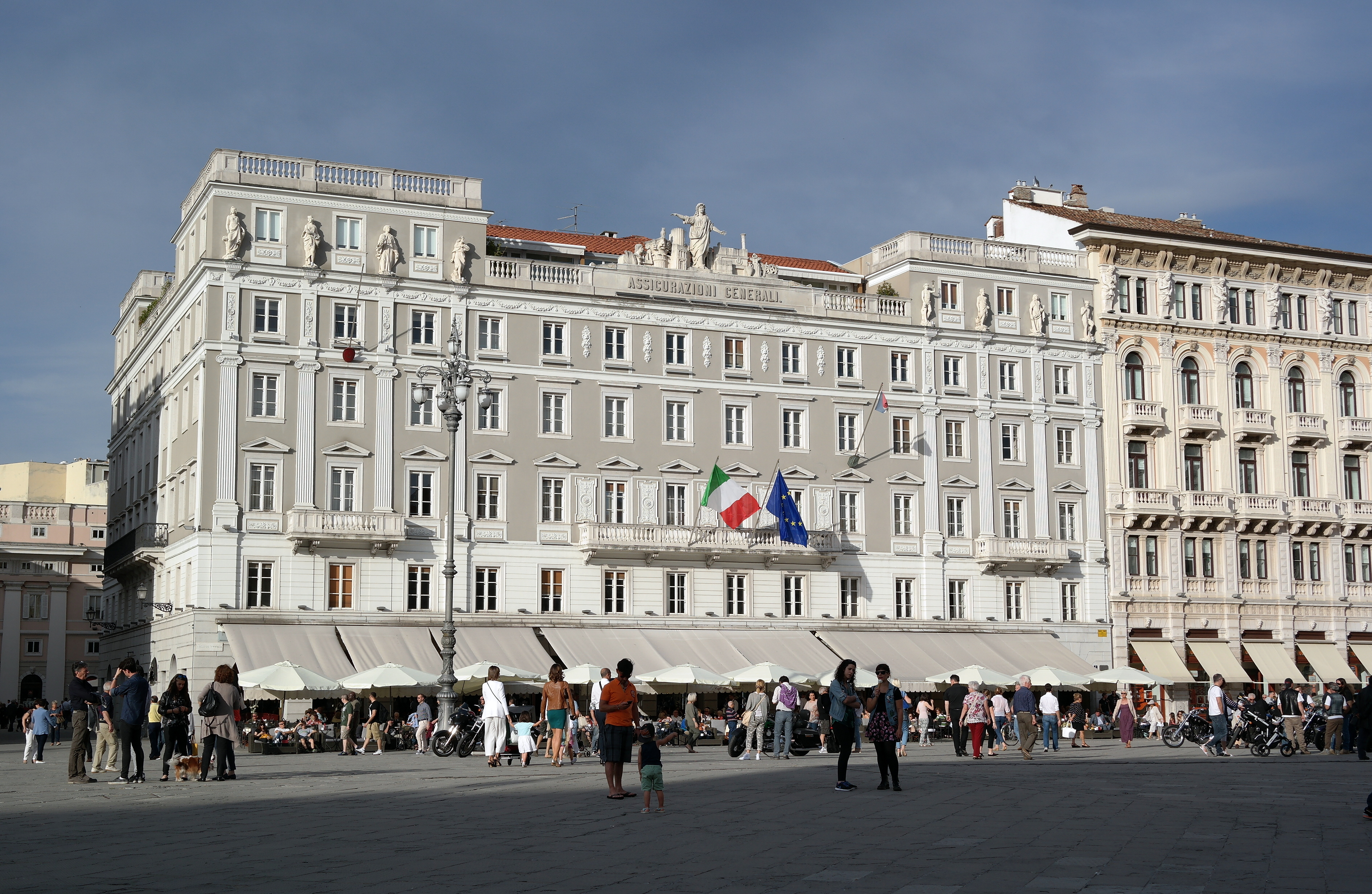
Palazzo Stratti mit dem anschließenden Palazzo Modello

Den Palast ließ der Kaufmann griechischen Ursprungs, Nicolò Stratti 1839 erbauen; er beauftragte damit den Architekten Antonio Buttazzoni, einen Schüler von Matteo Pertsch, der damals einer der geschätztesten Projektanten in Triest war. Stratti war tatsächlich eine der am häufigsten in Triest gesehenen Persönlichkeiten, da er nicht nur Kaufmann und Börsenhändler war, sondern auch Direktor des Teatro Verdi und Gründer des Istituto dei Poveri; er entschied sich für eine Residenz, der man dies nicht ansah.
Aber bereits 1846 war Stratti wegen wirtschaftlicher Schwierigkeiten gezwungen, den Palast an die Assicurazioni Generali, den heutigen Eigentümer, zu verkaufen. In der gleichen Zeit wurde im Erdgeschoss des Gebäudes das historische Caffè degli Specchi eingeweiht.
In den folgenden Jahrzehnten wurde das klassizistische Aussehen des Palastes durch Restaurierungen unter der Leitung der Architekten Andrea Seu, Eugenio Geiringer und Giovanni Righetti verändert. Andrea Seu brachte Veränderungen an allen Fassaden an, indem er Lisenen einfügte und durch Aufstockung der Seitenflügel und Veränderung der Lage der kleinen Balkone dem Palast ein symmetrischeres Aussehen verlieh.
Später, 1872, brachten Geiringer und Righetti eine Reihe von Veränderungen an der Fassade zur Piazza dell'Unità d'Italia an: Das originale Projekt von Buttazzoni hatte die Fassade zum Passo di Piazza als Hauptfassade angesehen, weil man annahm, dass diese Straße größtenteils von Bürgern begangen wurde, die zum benachbarten Teatro Verdi, das 1801 eingeweiht worden war, gelangen wollten und zum Palazzo del Tergesteo, der zur selben Zeit im Bau war. Der städtebauliche Umbau des Platzes in den 1870er-Jahren hob dagegen die Bedeutung der Fassade zu ebendiesem.

## Beschreibung

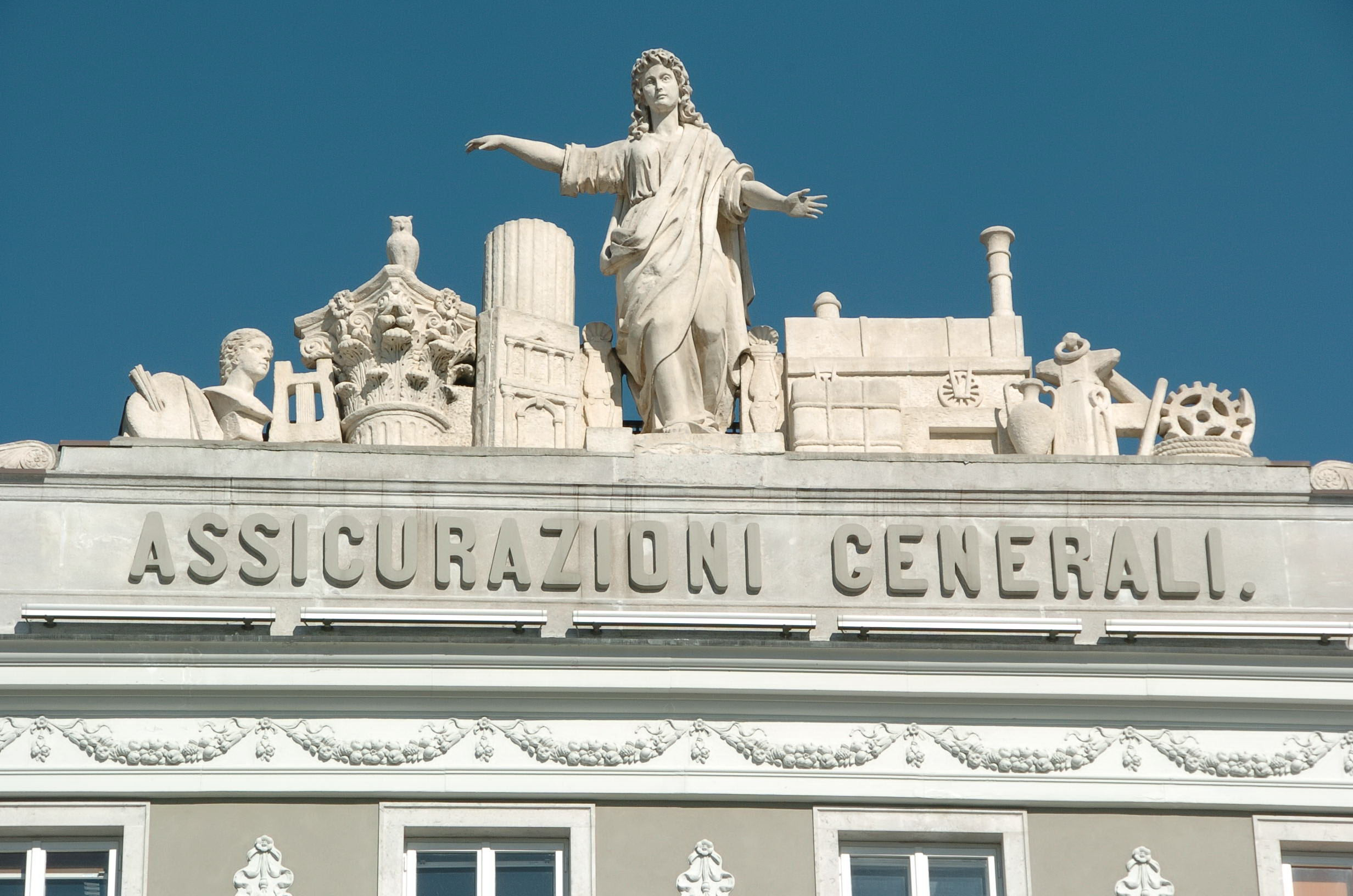
Detail der Figurengruppe über der Fassade zur Piazza dell’Unità d’Italia

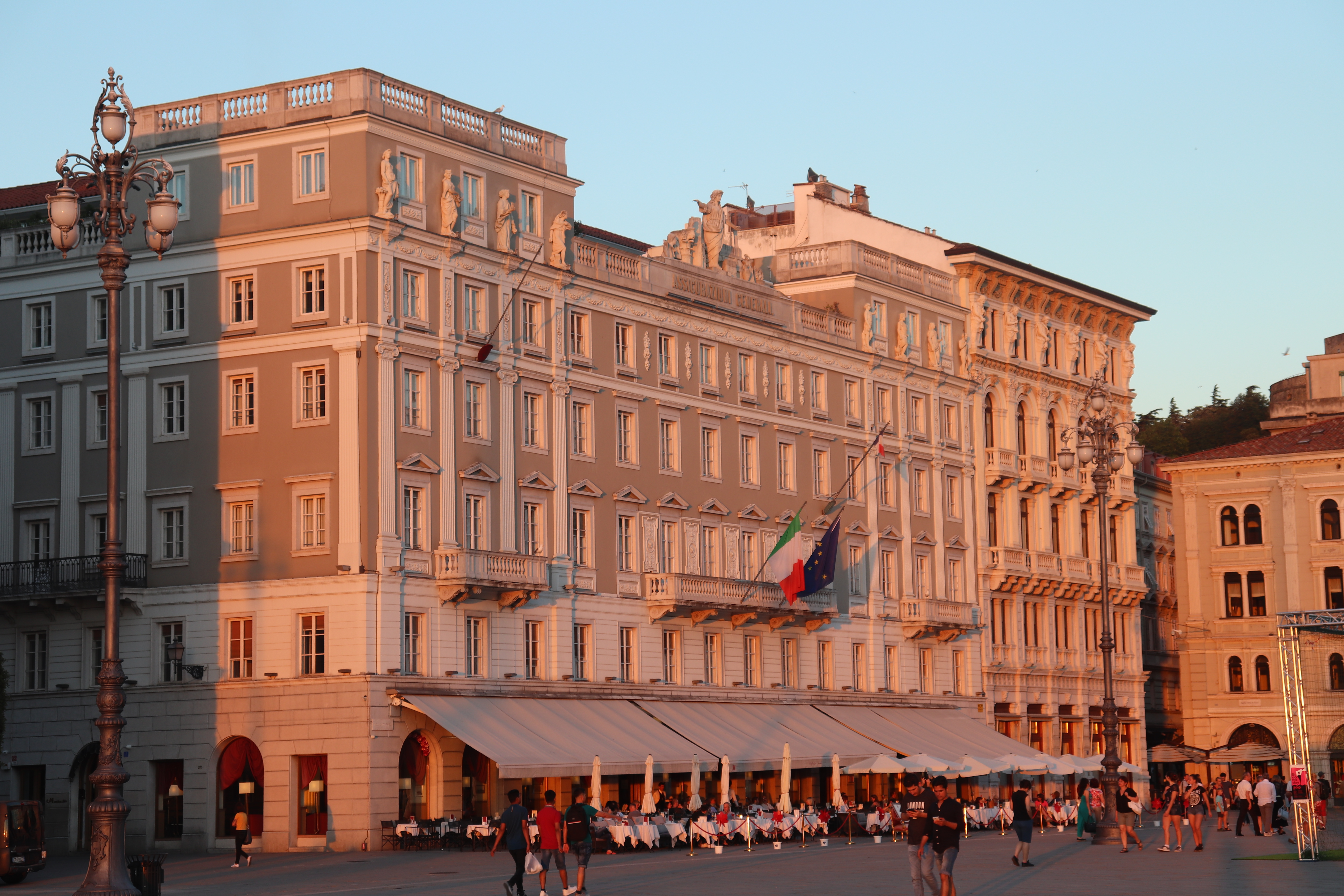
Ecke zwischen den Fassaden zur Piazza dell’Unità d’Italia und der zum Passo di Piazza

Der Palast hat einen rechteckigen Grundriss um ein Cavedium (dt.: Atriumshof). Die Fassaden zur Piazza dell’Unità d’Italia, zum Passo di Piazza und zur Via del Teatro zeigen einen Mittelbau mit fünf Stockwerken und zwei Seitenflügel, die um ein Stockwerk erhöht wurden, während auf der vierten Seite der Palazzo Modello angebaut wurde, der 1871 nach Plänen des Architekten Giuseppe Bruni erbaut wurde.
Das Aussehen der Hauptfassade zur Piazza dell’Unità d’Italia ist das Resultat des Umbaus durch Eugenio Geiringer und Giovanni Righetti ab 1872: Im zweiten und dritten Obergeschoss werden die Seitenflügel durch vier kannelierte Lisenen betont, die in ionischen Kapitellen gipfeln, wogegen im obersten Geschoss die Lisenen Platz für florale Verzierungen lassen. Eine Festondekoration gibt es auch am Dachgesims über dem fünften Stockwerk. Oben auf den Seitenflügeln sind in den Raum zwischen den Fenstern vier Statuen eingesetzt, die klassische Gottheiten zeigen. Sowohl der Mittelbau als auch die Seitenflügel werden durch marmorne Balustraden gekrönt, die das Motiv der kleinen Balkone im zweiten Obergeschoss wiederaufnehmen.
Oben auf dem Mittelbau gibt es eine Figurengruppe, die der Bildhauer Luigi Zandomeneghi schuf und die ursprünglich im Auftrag von Antonio Buttazzoni für die Fassade zum Passo di Piazza gefertigt wurde. Die Skulptur zeigt eine große Frauenfigur, die Triest darstellt, umgeben von den Allegorien der Fortuna und des Fortschritts: Rechts der Frauenfigur ist eine Lokomotive angebracht, wie sie George Stephenson 1837 Österreich geliefert hatte; sie sollte den Wunsch nach einer Verwirklichung einer Eisenbahnverbindung von Triest nach Wien ausdrücken. Neben der Lokomotive sind ein Zahnrad, ein weiteres, eine Zange, ein Amboss und ein Hammer als Symbole für die industrielle Arbeit angebracht. Auf der anderen Seite der weiblichen Figur sind dagegen eine Säule, ein korinthisches Kapitell, eine Zither, eine klassische Büste, eine Palette und eine Eule – der heilige Vogel der Minerva – abgebildet, um die Kunst, die Kultur und den Sieg der Vernunft über die Dunkelheit zu symbolisieren. Unter der Figurengruppe zeigt der Schriftzug „Assicurazioni Generali“ den Kauf des Palastes durch die Versicherungsgesellschaft im Jahre 1846.
Die Fassaden zum Passo di Piazza und zur Via del Teatro hin sind einfacher gehalten als die zur Piazza dell’Unità d’Italia hin. Im zweiten und dritten Obergeschoss gibt es ebenfalls einige kannelierte Lisenen, die in diesem Falle mit dorischen Kapitellen abschließen, und es gibt auch die Balustraden oben an den Fassaden, aber ohne florale Dekorationen, Statuen und Tympana über den Fenstern des zweiten Obergeschosses. In der Mitte der Fassade zum Passo di Piazza gibt es einen Balkon mit gusseisernem Geländer, während die Fassade zur Via del Teatro keine Vorsprünge zeigt.
Im Inneren des Palastes sind zwei Reliefe von Antonio Canova erhalten, auf denen zwei klassische Episoden mit dem tragischen „Tod des Priamos“, den der Sohn des Achilleus, Neoptolemos verursachte, im Gegensatz zum fröhlichen „Tanz der Kinder des Alkinoos“ dargestellt sind.